# Maurizio Gervasoni
Maurizio Gervasoni (* 20. prosince 1953 Sarnico) je italský římskokatolický duchovní a biskup Vigevana.

## Život
Narodil se 20. prosince 1953 v Sarnico.
Vstoupil do kněžského semináře Jana XXIII. v Bergamu. Po studiu teologie byl 11. června 1977 biskupem Clementem Gaddim vysvěcen na kněze a inkardinován do diecéze Bergamo. Odešel do Papežského lombardského semináře v Římě, kde se na Papežské univerzitě Gregoriana věnoval dalšímu studiu teologie. Po návratu do diecéze začal sloužit ve farnostech ve Villongu a Bagnatice.
Byl profesorem v kněžském semináři a viceředitelem teologického kurzu v semináři. V letech 1992–2001 vedl diecézní úřad pro sociální pastoraci, práci a ekonomiku. Byl také vedoucím úřadu pro kulturu, úřadu pro asociace, hnutí a skupiny. Mezi další funkce které zastával patří: biskupský delegát pro vzdělání Božího lidu, předseda diecézní charity či ředitel katechetického a liturgického úřadu.
V září 2012 byl ustanoven proboštem u svaté Lucie v Bergamu a biskupským vikářem města. Byl mu udělen titul Prelát Jeho Svatosti.
Dne 20. července 2013 jej papež František jmenoval biskupem Vigevana. Biskupské svěcení přijal 28. září z rukou kardinála Dionigia Tettamanziho a spolusvětiteli byli biskup Francesco Beschi a biskup Lino Bortolo Belotti.